# Како су козаци со куповали
Како су козаци со куповали је 4. епизода цртаног филма Козаци. Снимљена је 1975. године. Режисер је био Владимир Дахно.

## Кратак садржај
Козаци су правили чорбу. Нестало им је соли. Отишли су на пазар. Трговац им је рекао да је сву со украо Зли Пан. Козаци су кренули до њега. Узели су му со док је спавао. Када се пробудио примијетио је да нема соли. Угледао је козаке и почео их гањати, али су му они побјегли. Вратили су со трговцу, коме је Зли пан украо. Трговац им је у знак захвалности дао бесплатно со. 